# Peterstown
Peterstown és una població dels Estats Units a l'estat de Virgínia de l'Oest. Segons el cens del 2000 tenia 499 habitants.

## Demografia
Segons el cens del 2000, Peterstown tenia 499 habitants, 253 habitatges, i 138 famílies. La densitat de població era de 602,1 habitants per km².
Dels 253 habitatges en un 19,8% hi vivien nens de menys de 18 anys, en un 41,1% hi vivien parelles casades, en un 9,5% dones solteres, i en un 45,1% no eren unitats familiars. En el 42,3% dels habitatges hi vivien persones soles el 24,9% de les quals corresponia a persones de 65 anys o més que vivien soles. El nombre mitjà de persones vivint en cada habitatge era d'1,97 i el nombre mitjà de persones que vivien en cada família era de 2,65.
Per edats la població es repartia de la següent manera: un 18,8% tenia menys de 18 anys, un 7,2% entre 18 i 24, un 21,4% entre 25 i 44, un 26,9% de 45 a 60 i un 25,7% 65 anys o més.
L'edat mediana era de 47 anys. Per cada 100 dones de 18 o més anys hi havia 80 homes.
La renda mediana per habitatge era de 23.036 $ i la renda mediana per família de 32.250 $. Els homes tenien una renda mediana de 38.542 $ mentre que les dones 20.577 $. La renda per capita de la població era de 16.964 $. Entorn del 13,3% de les famílies i el 17,8% de la població estaven per davall del llindar de pobresa.

## Poblacions més properes
El següent diagrama mostra les poblacions més properes.